# Gótico da Crimeia
O gótico da Crimeia foi um dialeto do gótico falado pelos godos da Crimeia em algumas praças isoladas na Crimeia até de forma tardia no século XVIII.

## Exemplos linguísticos
| Gótico da Crimeia | Inglês | Gótico de Úlfilas | Alemão    | Holandês | Feroês  | Islandês | Sueco              | Dinamarquês |
| ----------------- | ------ | ----------------- | --------- | -------- | ------- | -------- | ------------------ | ----------- |
| apel              | apple  | apls (m.)         | Apfel     | appel    | súrepli | epli     | (vild-)apel, äpple | æble        |
| handa             | hand   | handus (f.)       | Hand      | hand     | hond    | hönd     | hand               | hånd        |
| schuuester        | sister | swistar (f.)      | Schwester | zus(ter) | systir  | systir   | syster             | søster      |
| hus               | house  | -hūs (n.)         | Haus      | huis     | hús     | hús      | hus                | hus         |
| reghen            | rain   | rign (n.)         | Regen     | regen    | regn    | regn     | regn               | regn        |
| singhen           | sing   | siggwan (vb.)     | singen    | zingen   | syngja  | syngja   | sjunga             | synge       |
| geen              | go     | gaggan (vb.)      | gehen     | gaan     | ganga   | ganga    | gånga, gå          | gå          |

| Gótico da Crimeia | Inglês                | Gótico de Úlfilas | Alemão | Holandês | Feroês | Islandês | Sueco            | Dinamarquês      | Inglês antigo | Saxão antigo | Alto-alemão antigo |
| ----------------- | --------------------- | ----------------- | ------ | -------- | ------ | -------- | ---------------- | ---------------- | ------------- | ------------ | ------------------ |
| ano               | hen                   | hana (m.)         | Hahn   | haan     | hani   | hani     | (Arcaico: hane)  | hane             | hana          | hano         | hano               |
| malthata          | 'said'                | (desconhecido)    | -      | -        | mælti  | mælti    | (Arcaico: mälte) | (Arcaico: mælte) | maþelode      | gimahlida    | gimahalta          |
| rintsch           | 'hill/mountain' ridge | (desconhecido)    | Rücken | rug      | ryggur | hryggur  | rygg             | (bjerg-)ryg      | hrycg         | hruggi       | ruggi              |